# Erasmo di Valvasone
Erasmo di Valvasone, o Erasmo da Valvason (Valvasone, 1523 – Mantova, 1593), è stato un poeta e traduttore italiano.

## Biografia
Nacque nel 1523 da un ramo della famiglia comitale dei Cucagna aventi seggio al Parlamento del Friuli, nel feudo avito di Valvason al Tagliamento. Ivi passò, con qualche momentaneo distacco per ragioni letterarie e per modesti incarichi pubblici, tutta la vita nell'assidua cura giudiziario-amministrativa del feudo medesimo; e solo nel 1592 si lasciò tentare dalle corti per un invito rivoltogli dal duca di Mantova, città nella quale venne a morte l'anno seguente. Ebbe pur nella solitudine di Valvason rapporti con numerosi letterati, fra cui i due Tasso.
È il più cospicuo scrittore friulano del XVI secolo, e uno dei più apprezzati "cinquecentisti minori", specie del periodo della matura Controriforma, alla quale appartiene anche per lo spirito di alcune sue opere poetiche dell'età provetta, quali il poemetto Le lagrime di S. Maria Maddalena (Ferrara 1586) - condotto sul gusto di quello, edito nel 1585, ma già noto, del ravveduto L. Tansillo - e il poema l'Angeleida (Venezia 1590) che ha per argomento, come il Paradiso perduto, la lotta fra gli angeli buoni e gli angeli infedeli e la caduta di Lucifero. Appartiene a questo ultimo periodo anche una traduzione, energica nei versi sciolti, fiacca nei cori, della classica Elettra sofoclea (Venezia 1588). È invece (contrariamente a quanto si crede) della giovinezza il poema didascalico La Caccia, edito soltanto nel 1591 (Bergamo); e sono della maturità la prima traduzione italiana della Tebaide di Stazio (Venezia 1570), che tenne il campo sino all'apparire della famosa del cardinal Bentivoglio, e I primi quattro canti del Lancillotto (Venezia 1580), poema di scarso valore, non mai compiuto. La produzione originale del Valvason (di cui fanno parte anche alcune dozzine di Rime, Bergamo 1592, ecc.) è tutta orientata verso la poesia didascalica e narrativa, e si svolge prima sotto il segno dell'Ariosto (il cui influsso è palese nei cinque ampî canti in ottave della Caccia), poi sotto quello del Tasso, che trionfa nei tre lunghi canti, pure in ottava rima, dell'Angeleida. La Caccia, giovanile, resta certo la sua cosa migliore (nonostante le sovrabbondanti e non sempre spontanee digressioni) per semplicità, agilità, varietà, talora freschezza, senso dei luoghi, della natura, delle stagioni; mentre l'Angeleida, di più alto argomento, cedendo anche per lo stile ai gusti mutati, porta il Valvason in un'atmosfera che non è la sua, e lo induce a forzare il tono, che viene troppo e tutto a risentire della sonante ridondanza del concilio infernale tassiano, e dà talora nel grottesco, non compensato abbastanza da qualche tratto di grandiosità barocca ma efficace. Che il Milton conoscesse l'Angeleida pare certo; che ne abbia tolto qualche invenzione è possibile; che non ne abbia tratto vantaggio per la sua arte è sicuro.

## Opere
Erasmo scrisse versi di ogni genere:
- Sonetti petrarcheggianti
- Poemetti in ottave, caratterizzati dalla mescolanza di elementi sacri e profani sul modello della Gerusalemme liberata del Tasso:
  - Le Lacrime della Maddalena, sul modello de Le lagrime di San Pietro del Tansillo   (on-line)
  - l'Angeleide, poemetto in tre canti sulla lotta tra gli angeli buoni e gli angeli ribelli (on-line), che offrì spunti a John Milton per il suo Paradiso perduto
  - La caccia, poemetto didascalico in cinque canti sulla caccia, i cani e i cavalli utilizzati per la caccia, ecc. (on-line)
  - Lancillotto, un poema cavalleresco rimasto tuttavia incompiuto, e di cui sono stati pubblicati solo i primi quattro canti

### Traduzioni
- Erasmo di Valvasone, La Thebaide di Statio ridotta dal sig. Erasmo di Valvasone in ottaua rima, Venezia, appresso Francesco de' Franceschi Senese, 1570. URL consultato il 23 settembre 2019.
- Erasmo di Valvasone, Elettra tragedia di Sofocle, fatta volgare dall'illustre signor Erasmo delli signori di Valuasone, academico Uranico, Venezia, appresso i Guerra fratelli. A s. Maria Formosa, in calle Longa, 1588. URL consultato il 23 settembre 2019.